# Argon 18
Pour les articles homonymes, voir Argon (homonymie).
 (décembre 2016).
Argon 18 est une entreprise  canadienne de fabrication de vélos fondée par Gervais Rioux en 1989 à Montréal, au Québec. Le nom de la société provient de l’élément dont le numéro atomique est 18 sur le tableau périodique des éléments; l’argon est aussi l’un des six  gaz nobles. Les appellations des vélos de l’entreprise sont quant à eux dérivés des autres éléments. Conçus avec des cadres en fibre de carbone ou en aluminium, les vélos sont distribués dans plus de 70 pays. Argon 18 commandite aussi des équipes cyclistes professionnelles, dont l’une prendra part au  Tour de France 2015, et des triathlètes professionnels.

## Technologies

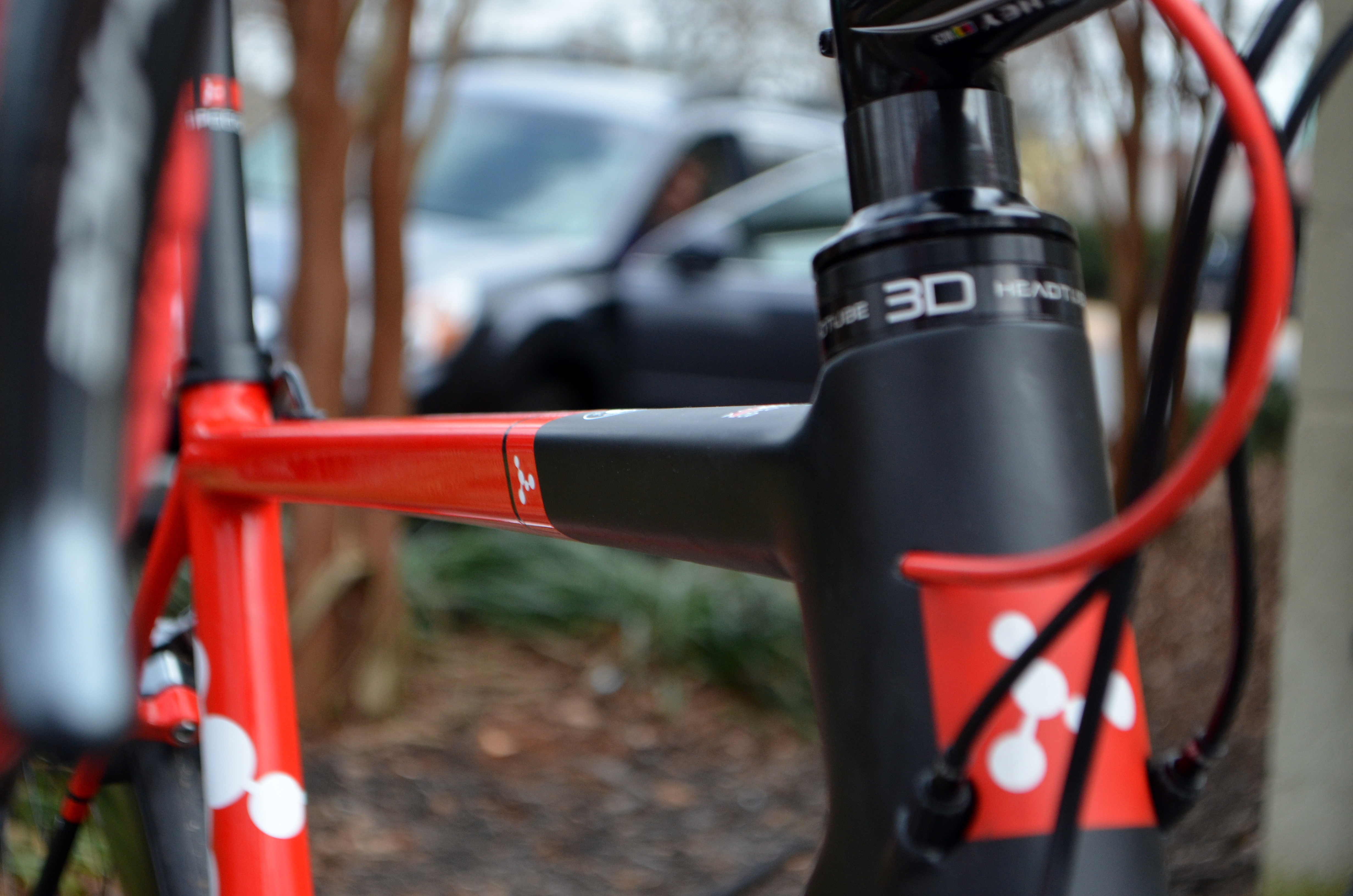
Système 3D

### Concept ONEness
Le concept ONEness est un système de cockpit mis de l’avant sur le vélo E-118 Next. Il s’agit d’une combinaison entièrement intégrée de guidon et de fourche sans potence conçue pour être aérodynamique et ergonomique. Le design s’étend au  cadre, à la  fourche, au jeu de direction, au  guidon, aux  freins aux leviers, de même qu’à la  selle, réversible en carbone, qui peut être inclinée à 76° ou 78°.

### Système 3D
Cette innovation se retrouve sur le Gallium, le Gallium Pro et le Nitrogen. Ce système permet d’allonger, de manière structurelle, la longueur du tube de direction du cadre.

### Certification de l’Union cycliste internationale
En 2011, l'Union cycliste internationale (UCI), a établi un nouveau protocole d’approbation destiné à assurer que les cadres et les fourches utilisées lors de ses compétitions adhèrent aux standards de l’UCI.

## Produits

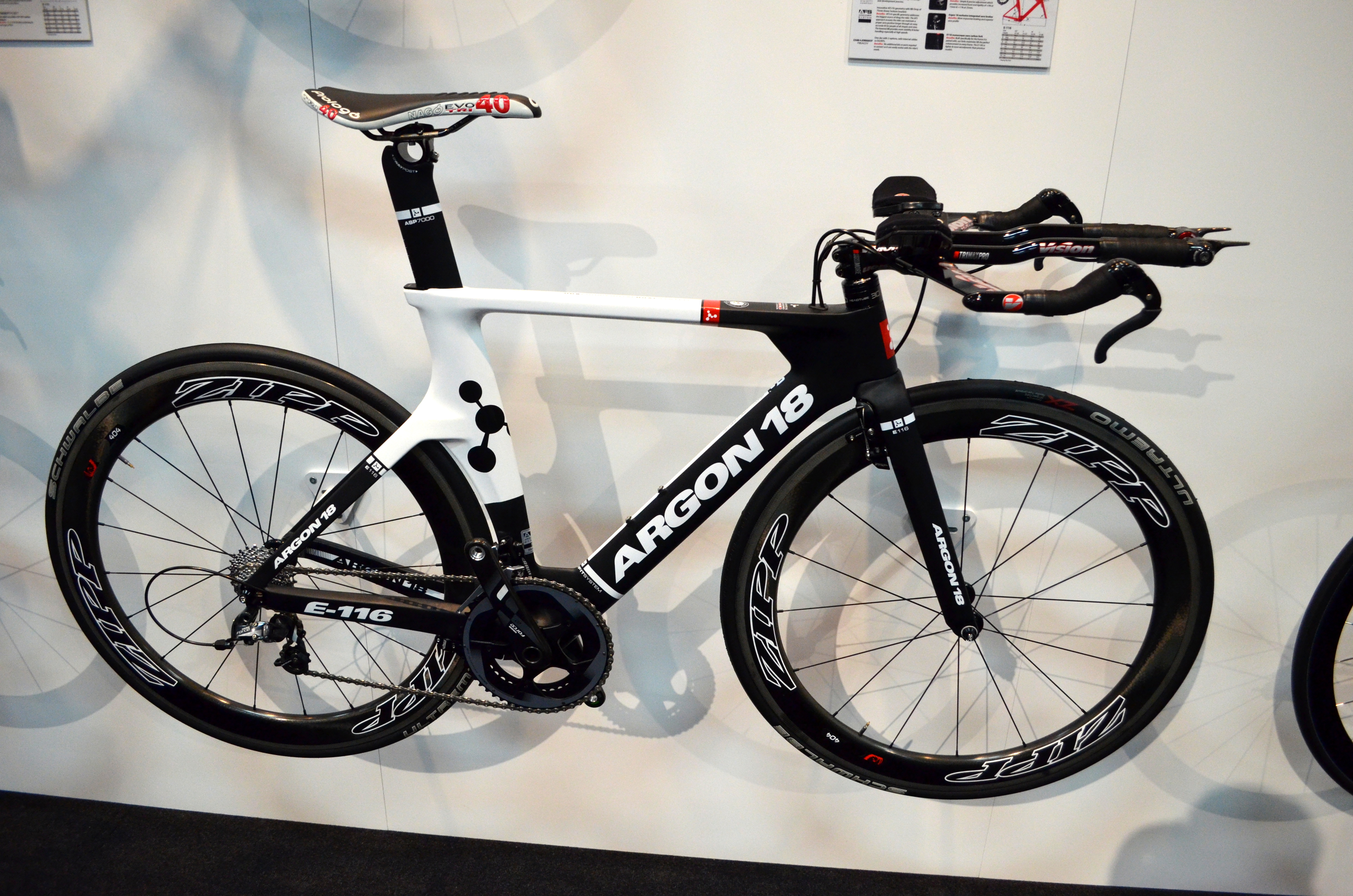
Le E-116 d'Argon 18.

| Contre-la-montre/Triathlon | Route          | Junior                       | Piste        |
| -------------------------- | -------------- | ---------------------------- | ------------ |
| E-80                       | Nitrogen Pro   | Xenon 650 (Canada seulement) | Electron     |
| E-112                      | Nitrogen       | Xenon 24 (Canada seulement)  | Electron Pro |
| E-116                      | Gallium Pro    |                              |              |
| E-118 Next                 | Gallium        |                              |              |
|                            | Krypton X Road |                              |              |
|                            | Krypton        |                              |              |
|                            | Radon          |                              |              |

## Équipes cyclistes professionnelles
- Bora-Argon 18 (2015-2017)
- Jelly Belly-Maxxis
- Silber
- Champion System-Stan's NoTubes
- Trefor-Blue Water
- Astana (2017-2019)

## Triathlètes professionnels
- Craig Alexander
- Heather Jackson
- Michelle Vesterby
- Eric Lagerstrom
- Stéphanie Roy

## Distributeurs
| Royaume-Uni et Irlande i-ride.co.uk                                   | Taïwan, Chine, Hong Kong, Thaïlande, Singapour, Malaisie et Australie Shengyang Bicycle International Co. Ltd. |
| Danemark, Suède et Norvège Odex ApS                                   | Italie Beltrami                                                                                                |
| Allemagne et Autriche RA-CO GmbH                                      | Suisse Cycling United Bikes & Components                                                                       |
| France, Portugal et Andorre ESM Sport                                 | Espagne Erclan Team                                                                                            |
| Benelux Ludo NV.                                                      | Philippines YKK                                                                                                |
| Afrique du Sud Bicycle Matrix                                         | Chili KyV Cycling                                                                                              |
| Israël Moto Ofan                                                      | Corée du Sud NGN Sports                                                                                        |
| Indonésie Topindo                                                     | Brésil 3A Materials Esportivos                                                                                 |
| Pologne Wertykal                                                      | République tchèque Future Cycling                                                                              |
| Finlande, Estonie, Lettonie, Lituanie et Russie Scorpion Store Europe | Émirats arabes unis, Koweït, Qatar, Arabie saoudite, Oman et Bahreïn Fun Ride Sports                           |